# 1818 na literatura

## Nascimentos
| Data          | Nome           | Profissão           | Nacionalidade | Observações | Ref |
| ------------- | -------------- | ------------------- | ------------- | ----------- | --- |
| 30 de Julho   | Emily Brontë   | escritora e poetisa | Inglaterra    | m. 1848     |     |
| 9 de Novembro | Ivan Turgeniev | escritor            | Rússia        | m. 1883     |     |

## Mortes
| Data | Nome | Profissão | Nacionalidade | Observações | Ref |
| ---- | ---- | --------- | ------------- | ----------- | --- |